# Benny Bailey
Ernest Harold "Benny" Bailey, född 13 augusti 1925 i Cleveland, död 14 april 2005 i Amsterdam, var en amerikansk jazztrumpeterare som tillbringade flera år i Europa.
Han spelade med Dizzy Gillespie och turnerade med Lionel Hampton. Under en Europaturné med Hampton stannade han kvar i  Europa och tillbringade tid i Sverige 1955-1959 där han medverkade i Radiobandet som leddes av  Harry Arnold. Bailey var under tiden i Sverige anlitad av flera svenska orkestrar, som Seymor Österwall och Carl-Henrik Nordin som båda spelade på Nalen. Under 60-talet medverkade han i flera storband i Europa, bl.a. Kenny Clark-Francy Boland Big Band.

## Diskografi
- 1958 - Benny Bailey Quartet – Benny Bailey In Sweden, Sonet SXP 2512
- 1959 - Benny Bailey in Sweden 1957-1959 sessions, Fresh Sound Records
- 1959 - Benny Bailey Quintet Featuring Bernt Rosengren , SONET sxp-2515
- 1959 - Joe Harris, Åke Persson, Benny Bailey, Quincy – here we come, Dragon/Border (2019)[7][8]

- 1976 - Benny Bailey Quintet, How deep can you go?, Harvest[9]
- 1991 - Benny Bailey Quintet, While my lady sleeps, Gemini Records GMLP 69[10]
- 1994 - Benny Bailey Quintet, No refill, TCB Records 94202
- 1996 - Benny Bailey Quintet, Peruvian nights, TCB Records 94102[11]